# Ace (JavaScript-Texteditor)
Ace ist ein JavaScript-basierter Quelltext-Editor. Er ist freie Software unter der BSD-Lizenz.

## Funktionen
Ace bietet Syntax-Highlighting, Autovervollständigung und rückt Code automatisch ein. Er eignet sich für die Bearbeitung großer Dokumente. Eine optionale Kommandozeile ist integriert. Zu seinen Stärken gehören voll konfigurierbare Tastenkombinationen und sein über Vorlagen komplett veränderbares Aussehen.
Ace unterstützt mehr als 120 Programmiersprachen bzw. Auszeichnungssprachen. Syntax-Highlighting für weitere Programmiersprachen kann per JavaScript-Code hinzugefügt werden.

## Geschichte
Der Editor ging aus dem Mozilla-Projekt „Bespin“, später „Skywriter“ und Ace als Teil von Cloud 9 IDE hervor. Das Bespin-Projekt wurde bei den Mozilla Labs geboren und war auf dem Canvas-HTML-Element aufgebaut. Das heutige Ace verwendet das DOM für das Rendering. Ace wurde auf der JSConf 2010 in Berlin vorgestellt. Heute wird das Projekt von Mozilla und Ajax.org gleichermaßen weitergeführt.

## Verbreitung
Ace wird in verschiedenen CMS, Online-IDEs und Kleinsteditoren erfolgreich eingesetzt. Auch wurden Portierungen zu Ext JS und GWT fertiggestellt. Auch MediaWiki nutzt Ace.